# São Leopoldo
São Leopoldo és un municipi de la microregió de Porto Alegre, a l'Estat de Rio Grande do Sul, Brasil. La seva població estimada per a l'any 2003 era de 203.071 habitants. Ocupa una superfície de 102,3 km². La ciutat es troba a 32 quilòmetres de Porto Alegre, capital de l'estat. S'arriba a ella a través de la carretera BR 116 i per l'RS 240, que la connecta amb Caxias do Sul. Posseeix un clima subtropical, i està a una altura de 26 metres sobre el nivell del mar.